# Daniel Phillips (Maskenbildner)
Daniel Phillips ist ein Maskenbildner.

## Leben
Phillips begann seine Karriere im Filmstab 1982 beim B-Movie-Drama New York City Heat von Regisseur Bud Gardner. Nach einigen Arbeiten für das britische Fernsehen erhielt er ab Mitte der 1990er Jahre Engagements an größeren Filmproduktionen wie Rosanna’s letzter Wille und Die vier Federn. Für die Filmbiografie Die Queen war er 1997 erstmals für den BAFTA Film Award in der Kategorie Beste Maske nominiert, eine zweite Nominierung erfolgte 2009 für Die Herzogin. Im dritten Anlauf gewann er die Auszeichnung 2017 für Florence Foster Jenkins. 2018 war er für Stephen Frears’ Filmbiografie Victoria & Abdul zusammen mit Loulia Sheppard für den Oscar in der Kategorie Bestes Make-up und beste Frisuren nominiert.
Phillips war neben seinen Filmengagements auch für das Fernsehen tätig, darunter die Sitcoms French & Saunders und Coupling – Wer mit wem?. Für sein Wirken an den Miniserien Arabian Nights – Abenteuer aus 1001 Nacht und Bleak House wurde er 2000 und 2006 jeweils mit einem Primetime Emmy ausgezeichnet.

## Filmografie (Auswahl)
- 1994: To Die For
- 1997: Rosanna’s letzter Wille (Roseanna’s Grave)
- 2002: Die vier Federn (The Four Feathers)
- 2006: Die Queen (The Queen)
- 2008: Die Herzogin (The Duchess)
- 2010: Eine offene Rechnung (The Debt)
- 2010: Immer Drama um Tamara (Tamara Drewe)
- 2011: Best Exotic Marigold Hotel (The Best Exotic Marigold Hotel)
- 2011: Jane Eyre
- 2014: Die zwei Gesichter des Januars (The Two Faces of January)
- 2015: Best Exotic Marigold Hotel 2 (The Second Best Exotic Marigold Hotel)
- 2016: Florence Foster Jenkins
- 2016: Bastille Day
- 2017: Victoria & Abdul
- 2018: A Very English Scandal (Miniserie)
- 2020: Die fantastische Reise des Dr. Dolittle (Dolittle)
- 2021: James Bond 007: Keine Zeit zu sterben (No Time to Die)

## Auszeichnungen (Auswahl)
- 2018: Oscar-Nominierung in der Kategorie Bestes Make-up und beste Frisuren für Victoria & Abdul
- 1997: BAFTA-Film-Award-Nominierung in der Kategorie Beste Maske für Die Queen
- 2009: BAFTA-Film-Award-Nominierung in der Kategorie Beste Maske für Die Herzogin
- 2017: BAFTA Film Award in der Kategorie Beste Maske für Florence Foster Jenkins
- 2018: BAFTA-Film-Award-Nominierung in der Kategorie Beste Maske für Victoria & Abdul